# Велик доместик
Велик доместик ( на гръцки: μέγας δομέστικος, mégas doméstikos) е византийска военно звание – титла, предоставяна през XI – XV век на изпълняващия длъжността главнокомандващ на византийската армия, който по военно старшинство се е намирал непосредствено след византийския император. Длъжността на великия доместик еволюира от тази на доместика на схолите и се превръща в едно от висшите военни звания във Византийската държава през последните векове от нейното съществуване. От Византия длъжността е възприета и в отцепилата се Трапезундска империя, както и в Сръбската държава през XIV век.

## История и еволюция
Титлата на великия доместик се споменава за първи път през IX век и най-вероятно произлиза от по-старата служба доместик на схолите, като епитетът велик е добавен, за да означава върховната власт на неговия притежател, следвайки съвременна практика, видима и при названията на други рангове и служби.  Изглежда, че и двете титли са съществували едновременно за известно време, като великият доместик е бил по-високопоставен вариант на обикновените титли на доместиците на Изтока и на Запада до края на XI век, когато той се обособява като отделен пост и заменя обикновените доместици като главнокомандващ. Независимо от това, службата понякога се споменава в източниците като „велик доместик на схолите“ или „на армията“, което създава известно объркване относно това кой от двата поста се има предвид.През по-голямата част от своето съществуване постът на великия доместик по своята същност е ограничен до един титуляр. Въпреки това, присъствието на „великите доместици на Изтока/Запада“ в края на XI век може да показва възобновяване на добре установената практика на разделяне на полето на върховното военно командване, както при доместика на схолите, между изтока (Мала Азия) и запада (Балканите), докато в края на XIV век изглежда, че вече няколко души заемат длъжността едновременно, може би на колегиален принцип.
След Четвъртия кръстоносен поход изглежда, че в Латинската империя и в другите латински държави, образувани на византийска територия, титлата велик доместик е била използвана като гръцки еквивалент на западната титла [велик] сенешал (на латински: [magnus] senescallu). При управлението на Пелеолозите (1261 – 1453) великият доместик е безспорен главнокомандващ на армията, освен в случаите, в които императорът лично провежда кампанията, когато великият доместик функционира като един вид началник на щаба. Въпреки чисто военния си характер, длъжността е била предоставяна и като почетно достойнство както на генерали, така и на високопоставени придворни, например на Георги Музалон или на ахейския принц Гийом II дьо Вилардуен.
Значението на службата в дворцовата йерархия обаче варира. При Комнините тя следва веднага след „имперските“ титли на кесаря, севастократора и деспота . През XIII век рангът се издига или отстъпва по важност според желанието на императорите да почетат неговия притежател, но обикновено е на седмо място, след протовестиария и преди стратопедарха. Едва след присъждането на титлата на Йоан Кантакузин през 1320 г. длъжността отново се утвърждава като най-високата неимперска титла, на четвърто място в дворцовата йерархия. През цялото време обаче тя се е смятала за една от най-важните и престижни позиции и е била заемана или от членове на управляващата династия, или от близки роднини от тесния кръг семейства, свързани с императорския клан. Подобно на всички византийски длъжности, тя не е била нито наследствена, нито прехвърляема и нейното предоставяне е било прерогатив на управляващия император.  Службата също включва различни церемониални функции, както е описано подробно в трактата за длъжностите на Псевдо-Кодин от средата на XIV век.
Отличителните знаци на инсигниите на великия доместик също са описани от Псевдо-Кодин.

## Цитирана литература
- Bartusis, Mark C. (1997). The Late Byzantine Army: Arms and Society 1204–1453. Philadelphia, Pennsylvania: University of Pennsylvania Press, ISBN 0-8122-1620-2, https://books.google.com/books?id=rUs-hHd89xAC
- ((fr)) Guilland, Rodolphe (1967). Recherches sur les institutions byzantines, I. Berlin and Amsterdam: Akademie-Verlag & Adolf M. Hakkert, архив на оригинала от 16 септември 2023, https://web.archive.org/web/20230916090907/https://ihtika.ru/book/download/guilland-r-recherches-sur-les-institutions-byzantines-i-3-1967-
- Haldon, John (1999). Warfare, State and Society in the Byzantine World, 565–1204
- ((en)) Kazhdan, Alexander (ed) (1991). The Oxford Dictionary of Byzantium. Oxford and New York: Oxford University Press, ISBN 0-19-504652-8, COBISS.BG-ID: 1107246820, https://archive.org/details/odb_20210521/mode/2up
- Kyriakidis, Savvas (2008). The role of the megas domestikos in the late Byzantine army (1204-1453). – Byzantinoslavica, LXVI,  241 – 258, ISSN 0007-7712
- Macrides, Ruth (2007). George Akropolites: The History – Introduction, Translation and Commentary. Oxford: Oxford University Press, ISBN 978-0-19-921067-1, https://books.google.com/books?id=v_0LdWboHXwC
- Nicol (1993). The Last Centuries of Byzantium, 1261–1453 (Second). Cambridge: Cambridge University Press, ISBN 978-0-521-43991-6
- ((de)) Trapp, Erich; Beyer, Hans-Veit; Walther, Rainer et al. (1976–1996). Prosopographisches Lexikon der Palaiologenzeit. Wien: Verlag der Österreichischen Akademie der Wissenschaften, ISBN 3-7001-3003-1
- Van Tricht, Filip (2011). The Latin Renovatio of Byzantium. Leiden: Brill, ISBN 978-90-04-20323-5
- ((fr)) Verpeaux, Jean (ed) (1966). Pseudo-Kodinos, Traité des Offices. Paris: Centre National de la Recherche Scientifique

|  | Тази страница частично или изцяло представлява превод на страницата Grand domestic в Уикипедия на английски. Оригиналният текст, както и този превод, са защитени от Лиценза „Криейтив Комънс – Признание – Споделяне на споделеното“, а за съдържание, създадено преди юни 2009 година – от Лиценза за свободна документация на ГНУ. Прегледайте историята на редакциите на оригиналната страница, както и на преводната страница, за да видите списъка на съавторите. ВАЖНО: Този шаблон се отнася единствено до авторските права върху съдържанието на статията. Добавянето му не отменя изискването да се посочват конкретни източници на твърденията, които да бъдат благонадеждни. |